# 王辰 (崇禎特用)
王辰，字斗初，江西吉安府安福縣人，明朝官员。賜特用出身。

## 生平
崇禎十三年以乙榜舉人賜特用。以刑部主事典試廣西、遷揚州同知，後致仕歸鄉。